# Tatiana de Roma
Tatiana de Roma (Roma, segle ii - 25 de gener de c. 225) va ser una màrtir cristiana del segle iii de Roma durant el regnat de l'emperador Alexandre Sever venerada com a santa pels cristians. Va ser una diaconessa de l'església naixent.

## Biografia
Va ser filla d'un servidor públic romà que era secretament cristià, que va educar a la seva filla en la fe. Tatiana va decidir mantenir-se cèlibe i va arribar a ser nomenada diaconessa de l'església. De seguida esdevingué coneguda per la seva pietat i la seva feina d'assistència als malalts i necessitats.
Durant el regnat de l'emperador Alexandre Sever (222-235) es perseguiren els cristians a Roma. El jurista Ulpià va capturar a Tatiana i li va forçar a rendir sacrificis a Apol·lo Tatiana va orar i miraculosament, un terratrèmol va destruir l'estàtua d'Apol·lo i una part del temple pagà.
Després de ser torturada es presentà als seus torturadors perfectament recuperada. La van maltractar abans de ser portada al circ i ser llançada enmig d'una gàbia amb un lleó famolenc. Però el lleó no la va tocar i es va tirar als seus peus. Això va enfuriar al jurista i va resultar en una sentència de mort. Tatiana va ser decapitada amb una espasa el 12 de gener entre els anys 225 i 230 d. C., tant ella com el seu pare.

## Devoció
La festivitat de Tatiana de Roma es va celebrar primerament a Rússia. Aquesta circumstància té a veure amb l'intel·lectual rus Ivan Shuvalov (1727-1797), el mateix que quan era ministre d'educació va fer la primera universitat i acadèmia de les arts. Tenia una relació amb l'emperadriu Elisabet (1709-1762), que va decidir aprovar formalment la creació de la universitat a Moscú el 12 de gener de 1755, el dia del sant de la mare de Shuvalov, que es deia Tatiana Rodionovna. Per aquest motiu es va fer una església dedicada a Santa Tatiana al campus universitari i l'Església Ortodoxa Russa va declarar Santa Tatiana com a patrona dels estudiants. Per això el 12 de gener també se celebra el dia dels estudiants. És també un dia festiu a Belarús, Rússia i Ucraïna.